# راسيل هيتشكوك
راسيل هيتشكوك (بالإنجليزية: Russell Hitchcock)‏ هو مغني أسترالي، ولد في 15 يونيو 1949 في ملبورن في أستراليا.

## وصلات خارجية
- راسيل هيتشكوك على موقع IMDb (الإنجليزية)
- راسيل هيتشكوك على موقع ميوزك برينز (الإنجليزية)
- راسيل هيتشكوك على موقع إن إن دي بي (الإنجليزية)
- راسيل هيتشكوك على موقع أول ميوزيك (الإنجليزية)
- راسيل هيتشكوك على موقع ديسكوغز (الإنجليزية)
- راسيل هيتشكوك على موقع قاعدة بيانات الفيلم (الإنجليزية)